# Dialithoptera gemmata
Dialithoptera gemmata är en fjärilsart som beskrevs av George Francis Hampson 1896. Dialithoptera gemmata ingår i släktet Dialithoptera och familjen trågspinnare. Inga underarter finns listade i Catalogue of Life.